# Акайський сільський округ (Кармакшинський район)
Ака́йський сільський округ (каз. Ақай ауылдық округі, рос. Акайский сельский округ) — адміністративна одиниця у складі Кармакшинського району Кизилординської області Казахстану. Адміністративний центр та єдиний населений пункт — село Акай.
Населення — 5478 осіб (2021; 3853 у 2009, 1243 у 1999).